# Macroinvertebrati
Nell'ambito degli indicatori biologici vengono definiti Macroinvertebrati quegli organismi facenti parte di diversi taxa di animali invertebrati aventi le dimensioni maggiori di 1 mm.
L'utilizzo dei macroinvertebrati per l'analisi della qualità dei corsi d'acqua dolce ed il loro biomonitoraggio risale all'inizio degli anni settanta del XX secolo, e si è notevolmente ampliato nei decenni successivi, finendo per essere anche regolato da normative emesse dalle agenzie pubbliche responsabili della qualità' dell'ambiente .

## Definizione

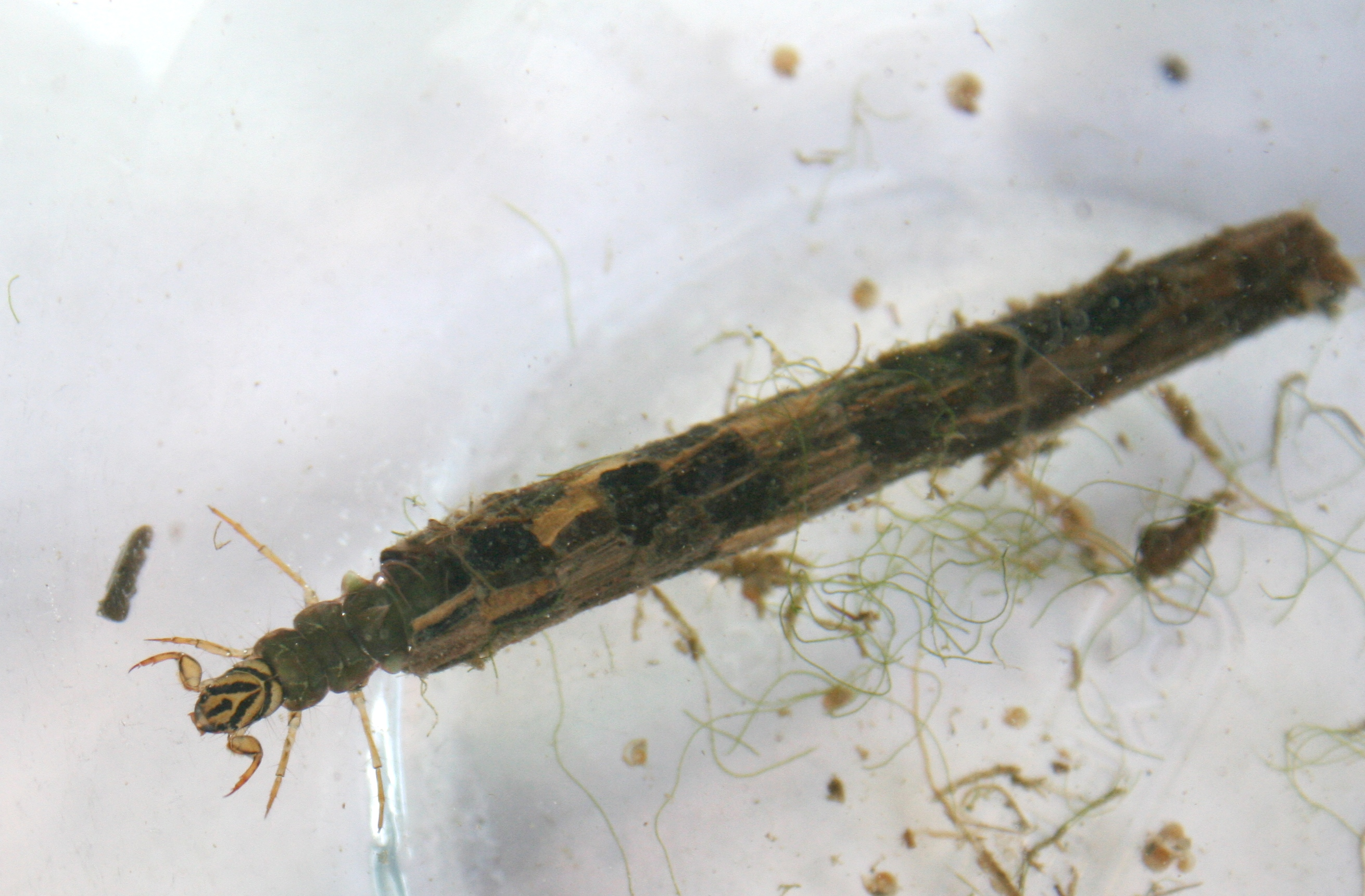
Larva di tricottero

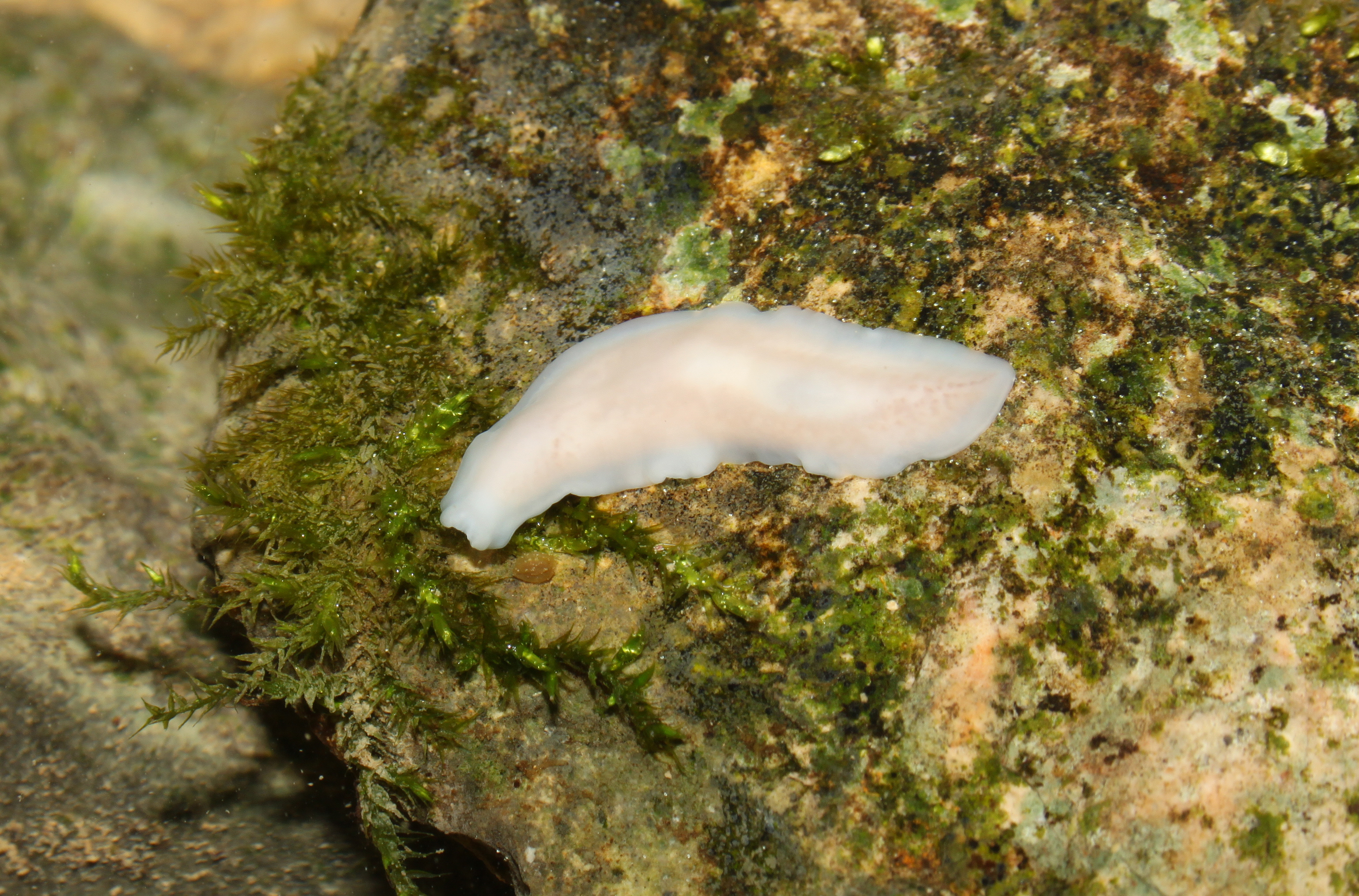
Planaria

La direttiva europea 2000/60/CE sugli indicatori biologici prevede l'analisi di comunità di macroinvertebrati, abitualmente presenti nei corsi d'acqua, per la valutazione della qualità' ambientali, facendo la distinzione fra microinvertebrati,  la cui dimensione raramente supera il millimetro di lunghezza, e macroinvertebrati.
Questi ultimi sono organismi  la cui taglia (alla fine dello sviluppo larvale o dello stadio immaginale) supera la lunghezza di 1 mm  . Si tratta quindi di una suddivisione a carattere pratico, che distingue animali invertebrati facilmente visibili e osservabili ad occhio nudo, soprattutto da vivi .
Tra i macroinvertebrati  i gruppi faunistici più frequenti sono gli insetti (coleotteri, tricotteri, ditteri, efemerotteri, plecotteri), crostacei (gamberi, gammaridi) , molluschi (bivalvi e gasteropodi), gli anellidi (sanguisughe), Tricladi, oligocheti ed altri gruppi come i  nemertini i platelminti (planarie); In alcuni casi vengono utilizzati anche dei celenterati come l'idra, spugne, briozoi e nematomorfi (gordioidi)
Negli studi ambientali di corsi d'acqua solitamente vengono utilizzati i macroinvertebrati bentonici, rispetto a quelli planctonici, in quanto questi ultimi non si rinvengono nelle zone con acqua corrente e sono limitati alle condizioni di acqua stagnante.
In base alla struttura morfo-funzionale con la quale assimilano il materiale organico, e quindi anche le sostanze inquinanti, presente nel corso d'acqua, i macroinvertebrati possono suddividersi in: tagliuzzatori (che si nutrono di CPOM "sostanza organica particolata grossolana", con dimensioni superiore al millimetro), collettori (che si nutrono di FPOM, "sostanza organica particolata fine", con dimensioni inferiori al millimetro) i quali, a loro volta, possono essere aspiratori oppure filtratori, raschiatori e predatori (si nutrono di altri organismi o dei loro liquidi interni).
Le comunità di macroinvertebrati risultano sensibili alle alterazioni della caratteristiche ambientali ( ossigeno disciolto, pH,
temperatura, trasparenza delle acque) provocate da sostanze inquinanti. Una variazioni nella costituzione di queste comunità, determinata a seguito di campionamenti statistici, effettuati seguendo precisi protocolli   rappresenta quindi un preciso segnale di cambiamento delle caratteristiche ambientali. Quindi i macroinvertebrati sono importanti indicatori biologici dello stato ambientale in cui vivono.
Per un corretto utilizzo di questi bioindicatori sono state sviluppate tecniche di analisi basate su modelli di statistica multivariata, costruiti in modo da considerare sia le limitazioni insite nel campionamento statistico della fauna che le specifiche biodiversità regionali delle aree monitorate .